# Kloštar Podravski
Kloštar Podravski – wieś w Chorwacji, w żupanii kopriwnicko-kriżewczyńskiej, w gminie Kloštar Podravski. W 2011 roku liczyła 1532 mieszkańców.